# Blacus modestus
Blacus modestus är en stekelart som beskrevs av Haeselbarth 1973. Blacus modestus ingår i släktet Blacus och familjen bracksteklar. Inga underarter finns listade.